# Абдул-Завод
Абдул-Завод (изначально Абдуловский завод, дореф. Абдуловскій заводъ) — село Похвистневского района Самарской области, основанное в конце ХѴIII века.

## История
По одной из легенд татарин Абдул Минаков поселился на месте где сейчас находится село Абдул-Завод. Он занимался виноделием и построил на лесной поляне винокуренный завод. Место сохранило своё название «Винокуренная поляна».
Самые ранние известные ревизские сказки датируются 1795 годом. По ним можно отследить первоначальное население Абудловского завода: это «новокрещённая мордва» и русское население, причиленное из Вятской, Симбирской, Оренбургской округи и некоторых нынешних районов Самарской области.
Первые исповедные росписи известны за 1793 год. Кроме вышеозначенных категорий также значится «воинская команда».

## География
Село Абдул-Завод состоит из 5 улиц : Нагорная, Гагарина, Малолеткина, Заречная, Ленина.
Восточнее села находится Абдулзаводская дубрава, памятник природы республиканского значения (лесные кварталы № 96, 97, 102 Кротовского лесничества Похвистневского лесхоза). Этот памятник природы находится на водоразделе рек Аманак (приток Б. Кинеля) и Тергала, сложенном породами верхнепермской системы.

## Население
| 2010 | 2012 |
| ---- | ---- |
| 196  | ↘176 |

Численность населения по состоянию на 2012 год: 176 человек. русские.